# Челма (приток Самины)
Челма — река в России, протекает по Республике Карелии и Вологодской области. Устье реки находится в 32 км от устья реки Самины по правому берегу. Длина реки составляет 19 км.
Исток Челмы расположен в Пудожском районе Республики Карелия, сначала река течёт на северо-запад, потом поворачивает на юго-запад, пересекает границу Саминского сельского поселения Вытегорского района Вологодской области, где и впадает в Самину. Русло реки расположено в безлюдной болотистой местности, в верхнем течении река пересекает Водлинскую узкоколейную железную дорогу.

## Данные водного реестра
По данным государственного водного реестра России относится к Балтийскому бассейновому округу, водохозяйственный участок реки — Бассейн Онежского озера без рр. Шуя, Суна, Водла и Вытегра, речной подбассейн реки — Свирь (включая реки бассейна Онежского озера). Относится к речному бассейну реки Нева (включая бассейны рек Онежского и Ладожского озера).
Код объекта в государственном водном реестре — 01040100612102000017406.